# Tierpark Angermünde
Koordinaten: 53° 0′ 43″ N, 13° 59′ 40″ O
Der Tierpark Angermünde ist ein Tierpark in Angermünde in Brandenburg.

## Geschichte
Der 1963 gegründete Park ist der einzige Tierpark in der Uckermark und dient ebenfalls durch den parkähnlichen Charakter und dem Abenteuerspielplatz als Erholungsort. Seit 1996 gibt es den Verein der Freunde und Förderer des Angermünder Tierparks e.V. Mit Hilfe des Fördervereins wird der Tierpark seit Jahren weiterentwickelt und hat sich 2014 organisatorisch neu aufgestellt.

## Lage, Aufbau und Besonderheiten
Der Park liegt wenige Kilometer außerhalb des Stadtzentrums in südlicher Richtung. Er verläuft westlich der Bundesstraße 198 und dehnt sich keilförmig von Norden nach Süden breiter werdend entlang der Puschkinallee auf einer Gesamtfläche von 8 Hektar aus. Im Süden wird er von der Sternfelder Straße begrenzt. Der Zugang erfolgt im Norden über die Puschkinallee. Auf dem Gelände sind etwa 250 Tiere in 55 Tierarten aus allen Kontinenten der Welt außer Antarktika zu sehen. Die Gehege befinden sich in einer alten Parklandschaft. Die festen Tierhäuser sind im Fachwerkstil errichtet, angepasst an den historischen Altstadtkern der Stadt Angermünde. Im nördlichen Bereich befinden sich die Uhus neben den Weißbüscheläffchen sowie den Pfauen. Südlich hiervor befindet sich die einzige künstlerisch gestaltete Sonnenuhr in einem Zoo Deutschlands. Es folgen mehrere Gehege, in denen beispielsweise Guanakos und Zackelschafe untergebracht sind. Daran schließt sich in östlicher Richtung ein Streichelgehege mit Zwergziegen und Ouessantschafen an. Südlich dieser Anlage befinden sich eine Zooschule, ein Wirtschaftshof sowie ein Kombistall mit Kattas, Eseln und Minischweinen.
Als Besonderheit beherbergt der Tierpark Angermünde alle sechs Kamelarten Dromedar, Trampeltier, Guanako, Lama, Alpaka und Vikunja.
Jährlich am Ostersonntag und im August finden die traditionellen Festveranstaltungen statt. Der Tierpark beteiligt sich am Europäischen Erhaltungszuchtprogramm mit der Haltung von Vikunjas.

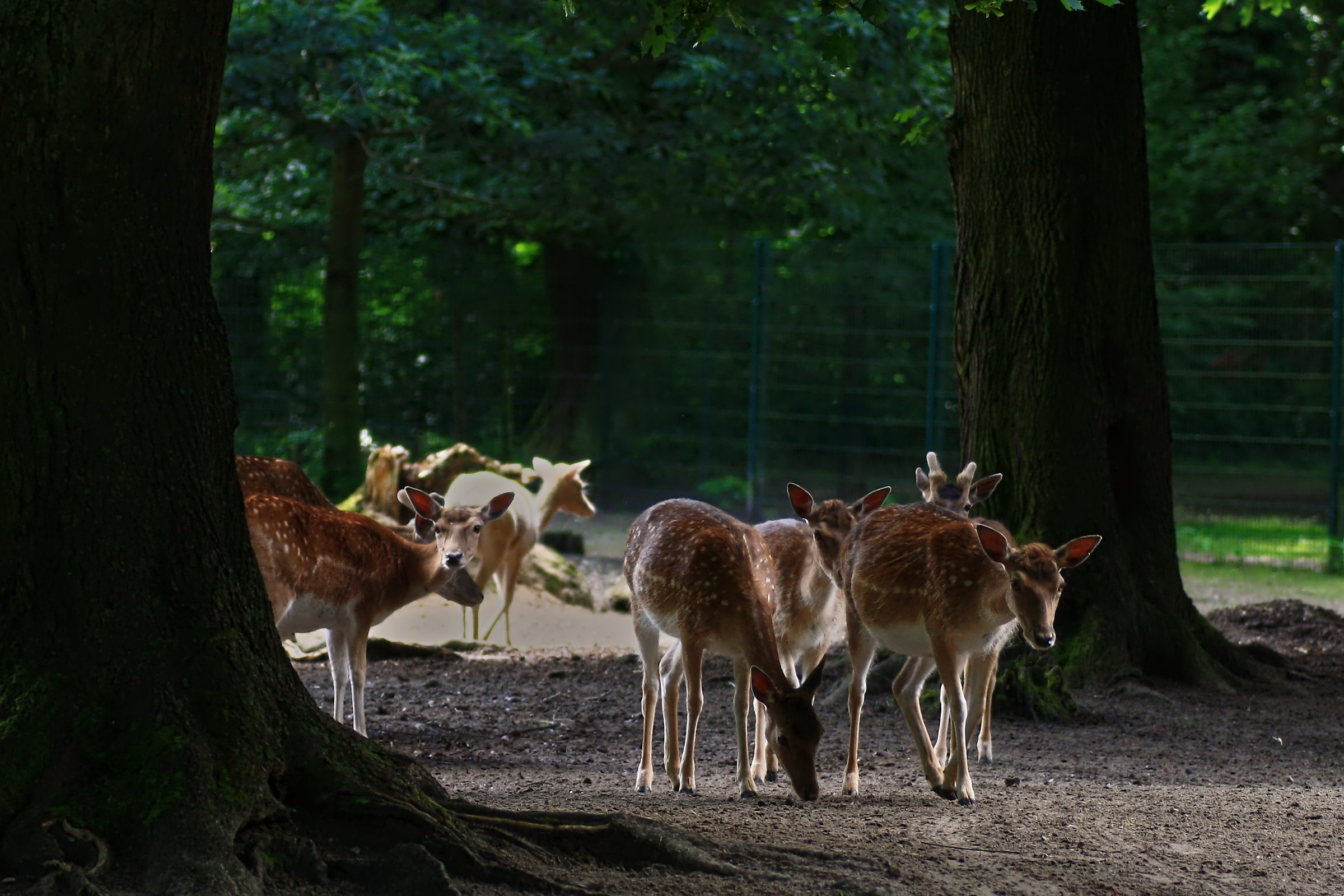
Damwild im Freigehege
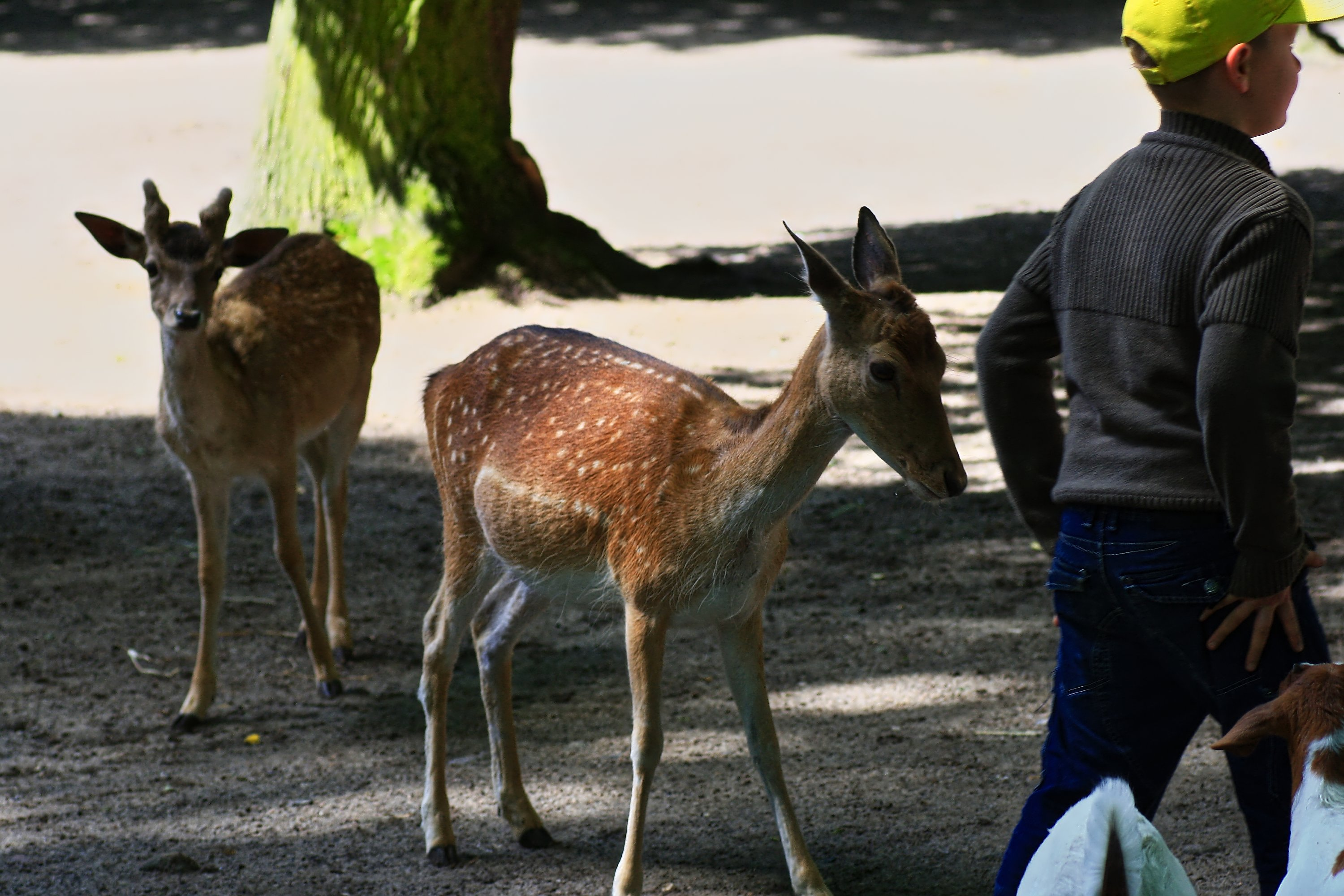
Freigehege
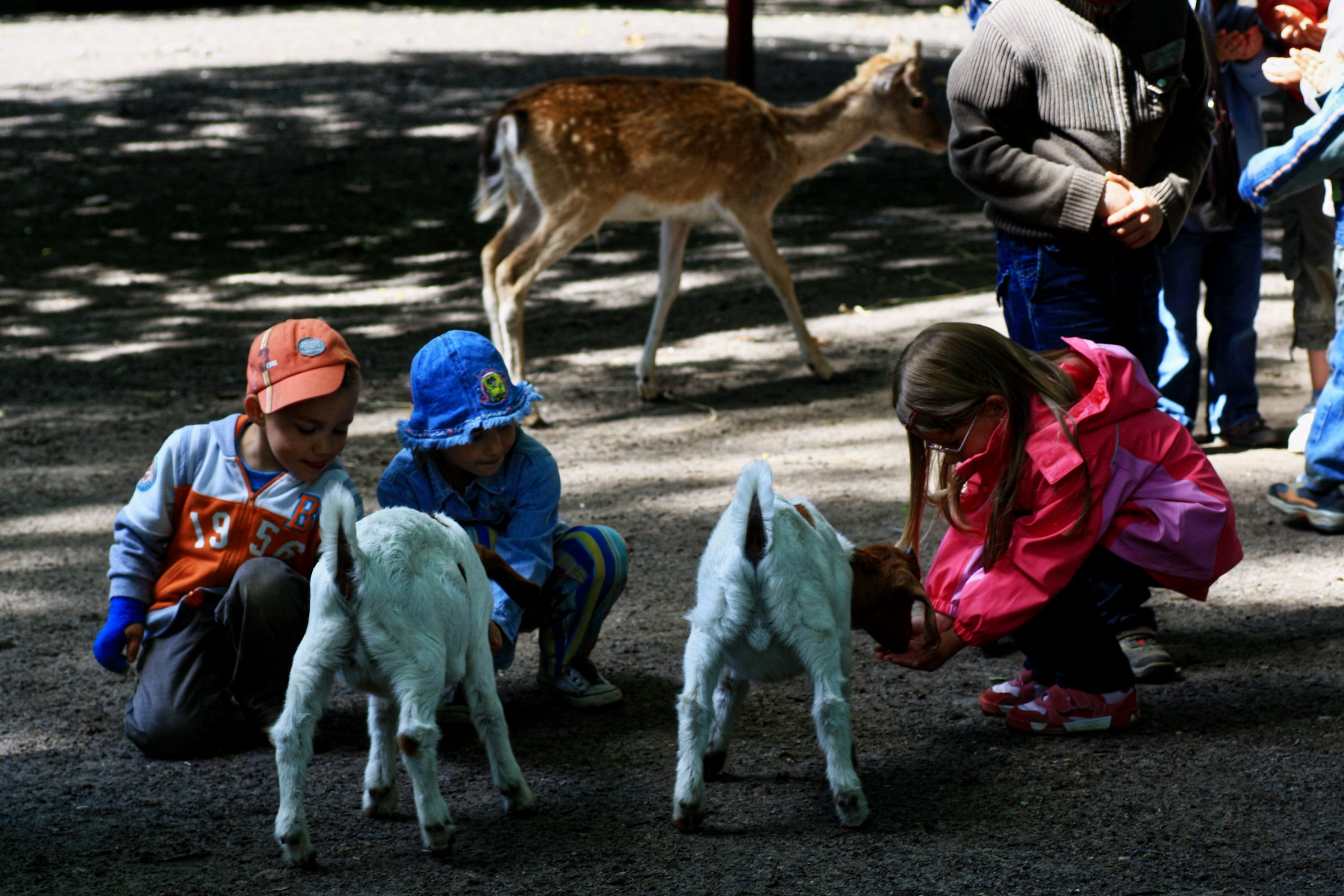
Streichelzoo
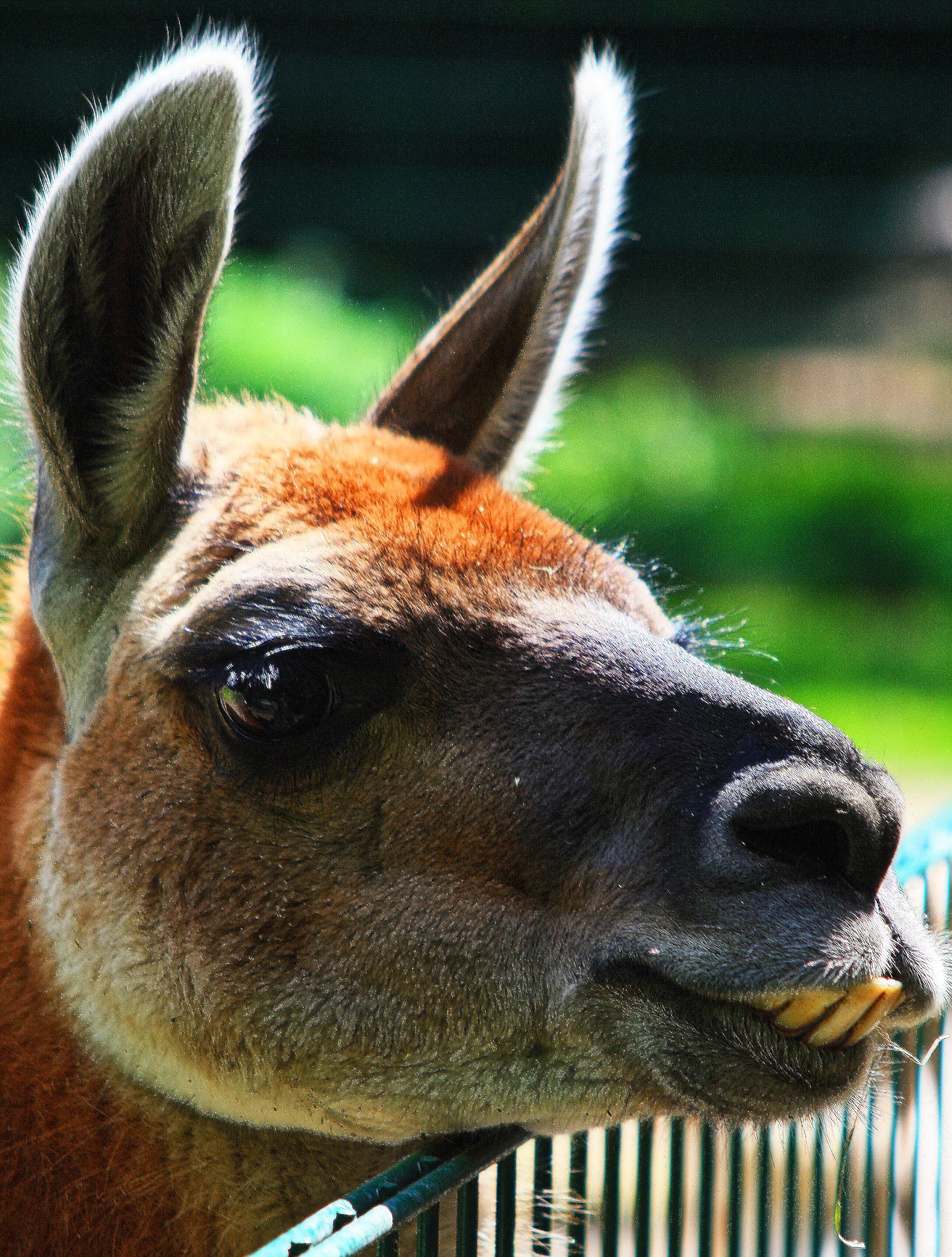
Guanako
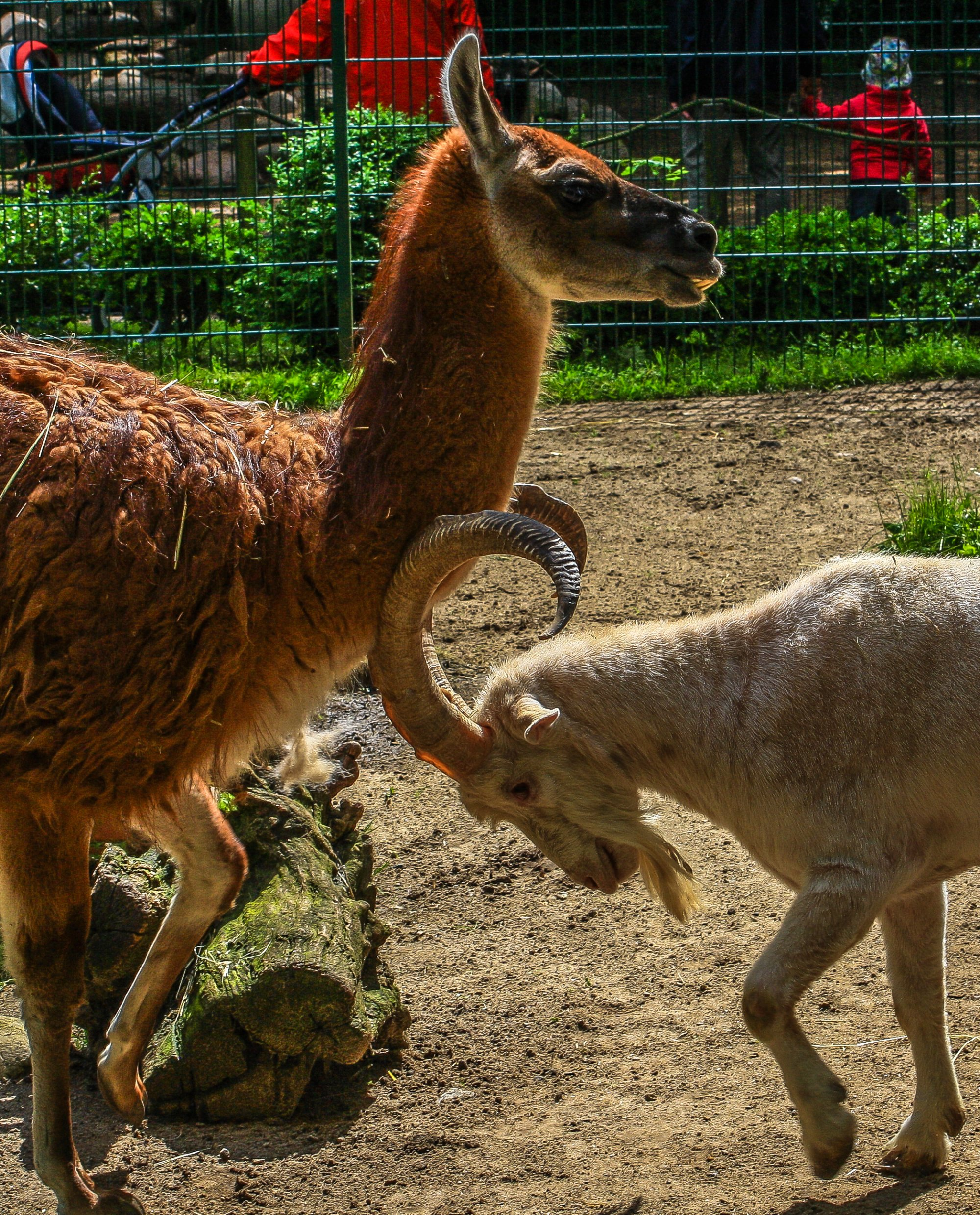
Guanako vs. Steinbock